# Des femmes
Pour plus de détails, voir Fiche technique et Distribution.
Des femmes (Женщины) est un film soviétique réalisé par Pavel Lioubimov, sorti en 1966,.

## Fiche technique
- Titre français : Des femmes[3]
- Titre original : Женщины, Zhenshchiny
- Photographie : Vassili Dultsev, Mark Osepian
- Musique : Yan Frenkel
- Décors : Arseni Klopotovski, K. Ruslanova
- Montage : K. Malinskaia

## Distribution
- Nina Sazonova : Katya Bednova
- Inna Makarova : Dusya Kuzina
- Galina Yatskina : Alya Yagodkina
- Nadezhda Fedosova : Aunt Grusha
- Vitali Solomin : Zhenya Bednov
- Viktor Mizin : Vitka
- Valentina Vladimirova : Liza
- Irina Murzayeva : Lift Operator
- Irina Martemyanova : Edik's Companion at the Party
- N. Pavlova :
- Pyotr Lyubeshkin : Konstantin Ivanovich
- Ye. Mandrykin :
- Pyotr Polev : Dmitriy Polev
- Dmitri Popov : Yura
- Valeriy Rukin : Zhorka
- Vladimir Krupin :
- Mariya Vinogradova : Edik's Companion at the Party (voix)
- Olga Yakunina : ouvrière d'usine (non créditée)